# 泰貞
泰貞（たいてい）は、ベトナム後黎朝の粛宗が使用した元号。1504年旧6月 - 旧12月。

## 西暦との対照表
| 泰貞 | 元年   |
| 西暦 | 1504年 |
| 干支 | 甲子   |